# André Signoretti
André Signoretti (Manotick, 16 gennaio 1979) è un ex hockeista su ghiaccio canadese naturalizzato italiano, di ruolo difensore.

## Carriera
Signoretti, dopo essere cresciuto nella lega giovanile canadese CJHL con gli Smiths Falls Bears, iniziò la carriera a livello universitario con l'Ohio State University. Successivamente giocò in ECHL con i Charlotte Checkers (2000-2002, con due presenza anche con la maglia degli Houston Aeros in IHL) prima di trasferirisi in Europa. In Italia vestì le maglie del Fassa (tre stagioni dal 2002-2003 al 2004-2005) e del Cortina (2005-2006), guadagnandosi anche la Nazionale azzurra.
Giocò successivamente in Danimarca per tre stagioni (dal 2006 al 2008 con gli Herning Blue Fox, e nel 2008-2009 col SønderjyskE Ishockey).
Dal 2009 militò nella Lega Nazionale B svizzera con il Grasshopper Club und Küsnacht Lions. Vantò anche alcune apparizioni in Lega Nazionale A con i partner ZSC Lions, con cui disputò e vinse la Victoria Cup 2009.
Nell'autunno del 2013 Signoretti, libero sul mercato, fece ritorno in Italia ingaggiato dai campioni in carica dell'Asiago Hockey che lo acquistarono per sostituire il giovane Adam Sedlák tagliato dal roster della società giallorossa. L'estate successiva lasciò la squadra veneta firmando un contratto annuale con l'HC Valpellice.

## Palmarès

### Club
- Coppa Italia: 1

Valpellice: 2015-2016
- Victoria Cup: 1:

ZSC Lions: 2009
- Campionato danese: 3:

Herning : 2006-2007, 2007-2008
SønderjyskE: 2008-2009

### Nazionale
- Campionato mondiale di hockey su ghiaccio - Prima Divisione: 1

Paesi Bassi 2005

### Individuale
- CCHA Second All-Star Team: 1

1998-1999
- Top 3 Player on Team del Campionato mondiale di hockey su ghiaccio: 1

Canada 2008